# Iłowla
Iłowla (ros. Иловля) – osiedle typu miejskiego w Rosji, w obwodzie wołgogradzkim, ośrodek administracyjny rejonu iłowlińskiego. W 2010 liczyło 11 255 mieszkańców.